# Plebiscit de 1980 a l'Uruguai

Departaments on el NO fou majoritari
Departaments on el SI fou majoritari.

El plebiscit de 1980 va ser organitzat per la dictadura uruguaiana amb l'objectiu d'aprovar una reforma constitucional que buscava legitimar el règim. Prop del 57% de la població va votar en contra el 30 de novembre de 1980, començant un procés de transició democràtica que acabaria amb la dictadura el 1985.
El sector del Partit Colorado liderat per Jorge Pacheco Areco, la Unión Colorada y Batllista, proposava votar SÍ al plebiscit. La negativa de la població va conduir a la derrota d'aquest moviment a les eleccions internes del Partit Colorado el 1982.